# Scopula graminaria
Scopula graminaria là một loài bướm đêm trong họ Geometridae.